# Cidade literária
Uma cidade literária é uma cidade, vila ou aldeia com um grande número de lojas de livros usados ou antiquário. Estas lojas, bem como festivais literários, atraem turistas bibliófilos. Parte das cidades literárias é membro da Organização Internacional das Cidades Literárias.

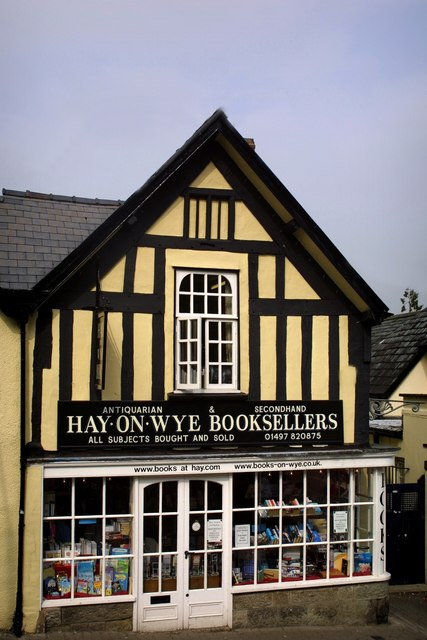
Livraria em Hay-on-Wye

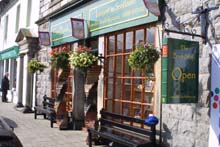
A maior livraria de livros usos da Escócia

## Lista de cidades literárias

### Cidades literárias com datas conhecidas de funcionamento
- Jinbōchō, Tóquio, Japão (princípio de 1880s)
- Hay-on-Wye, Gales (1961)
- Redu, Bélgica (1984)
- Bécherel, França (1988)
- Montolieu, França (1989)
- Bredevoort, Países Baixos (1993)
- Stillwater, Minnesota, E. U. A..[1] (1993)
- Saint-Pierre-de-Clages, Suíça (1993)
- Fontenoy-la-Joûte, França (1993)
- Mundal, Fjærland, Noruega (1995)
- Wigtown, Escócia (1997)
- Zossen-Wünsdorf, Alemanha (1997)
- Damme, Bélgica (1997)
- Dalmellington, Escócia (1997, apesar da última livraria ter fechado em 2005 e o projecto ter sido terminado)[2]
- Sysmä, Finlândia (4 de Jullho de 1997)
- Mühlbeck-Friedersdorf, Alemanha (1997)
- Kampung Buku Langkawi, Malásia (3 de Dezembro de 1997)
- Archer City, Texas, E. U. A.. (1999)
- Southern Highlands, Austrália (2000)
- Mellösa, Suécia (17 de Fevereiro de 2001)[3]
- Tvedestrand, Noruega (2003)
- Sedbergh, Inglaterra (2003)
- Blaenavon, Gales (28 de Junho de 2003,[4] apesar de o projecto ter sido terminado em Março de 2006)[5]
- Brownville, Nebraska, E. U. A., (2004)[6]
- Hobart, NY - Cidade Literária dos Catskills ([7]) (2005)
- Atherstone, Warwickshire (2005)
- Torup, Dinamarca (2006)[8]
- Kampung Buku Melaka, Malásia [9] (17 de Abril de 2007)
- St. Martins, New Brunswick, Canadá (2007)[10]
- Urueña, Espanha (2007)[11]
- Bellprat, Espanha (2008)[12]
- Esquelbecq, França (2010)[13]
- Clunes, Victoria, Austrália (2012)
- Montereggio Mulazzo, Itália
- Borrby, Suécia (2011)
- Óbidos, Portugal (2015)

### Cidades Literárias com datas desconhecidas de funcionamento
- Sidney, Colúmbia Britânica, Canadá
- Bosu-dong, Jung-gu, em Busan, Coreia do Sul
- Cidade literária dourada, Grass Valley (Califórnia)